# Gramercy Residences
Gramercy Residences ist der Name eines  Wolkenkratzers in Makati, Philippinen. Das breite durch Rücksprünge gekennzeichnete Gebäude erreichte im April 2011 seine Höhe von 250 Metern und übernahm damit den Rang für das mit Abstand höchste Gebäude der Stadt und des Landes. Es ist das erste und bisher einzige Hochhaus dieser Größenordnung in Makati. Die 72 Stockwerke des Baus beherbergen Wohnungen sowie zusätzliche Angebote wie Restaurants, eine Kindertagesstätte, Fitnesscenter oder ein Kino. Die Bauphase ist seit Ende 2012 abgeschlossen. Zu diesem Zeitpunkt waren bereits alle Einheiten verkauft.
Während der Bauzeit wurde die Planhöhe mit 302 anstatt 250 Metern angegeben.